# Winzer (powiat Deggendorf)
Winzer – gmina targowa w Niemczech, w kraju związkowym Bawaria, w rejencji Dolna Bawaria, w regionie Donau-Wald, w powiecie Deggendorf, około 15 km na południowy wschód od Deggendorfu, nad Dunajem, przy autostradzie A3.

## Demografia
Dane o ludności z 31 grudnia 2008:
| Opis                                | Ogółem | Ogółem | Kobiety | Kobiety | Mężczyźni | Mężczyźni |
| ----------------------------------- | ------ | ------ | ------- | ------- | --------- | --------- |
| Jednostka                           | osób   | %      | osób    | %       | osób      | %         |
| Populacja                           | 3822   | 100    | 1911    | 50      | 1911      | 50        |
| Wiek przedprodukcyjny (0–17 lat)    | 759    | 19,86  | 370     | 9,68    | 389       | 10,18     |
| Wiek produkcyjny (18–65 lat)        | 2448   | 64,05  | 1209    | 31,63   | 1239      | 32,42     |
| Wiek poprodukcyjny (powyżej 65 lat) | 615    | 16,09  | 332     | 8,69    | 283       | 7,4       |

## Polityka
Burmistrzem jest Jürgen Roith z CSU. Rada gminy składa się z 16 członków:
|      | CSU | SPD/FB | UWWN | FWGWN | JL | ödp | Razem |
| 2008 | 6   | 2      | 4    | 2     | 1  | 1   | 16    |
| 2002 | 7   | 3      | 3    | 3     | -  | -   | 16    |